# Gregorin
Gregorin je priimek v Sloveniji, ki ga je po podatkih Statističnega urada Republike Slovenije na dan 1. januarja 2010 uporabljalo 199 oseb in je med vsemi priimki po pogostosti uporabe uvrščen na 2.155. mesto.

## Znani nosilci priimka
- Alojzij Gregorin (—), pravnik, sreski načelnik
- Anton Gregorin (1634—1705), teolog in filozof, jezuit
- Barbara Gregorin (= Barbara Brezigar)
- Blaž Gregorin, filmski producent (digitalni?)
- Dinko Gregorin, restavrator
- Dušan Gregorin, gobar
- Edvard Gregorin (1897—1960), gledališki igralec, režiser in dramatik
- Franc Gregorin, podobar (nečak Mateja Tomca)
- Gustav Gregorin (1860—1942), pravnik, politik in gospodarstvenik
- Janez Gregorin (1911—1942), novinar, pisatelj in alpinist (brat Mira Gregorina)
- Matija Gregorin, podobar in rezbar v Horjulu (oče Janeza in Mira)
- Miro Gregorin (1913—2007), operni pevec in alpinist (brat Janeza Gregorina)
- Mišo Gregorin, bobnar/tolkalec (Bele Vrane)
- Rok Gregorin, založnik
- Sonja Gregorin, umetnica
- Teja Gregorin (*1980), biatlonka